# Gooloogongia loomesi
La gooloogongia (Gooloogongia loomesi) è un pesce estinto, appartenente ai crossotterigi (pesci dalle pinne lobate). I suoi resti sono stati ritrovati in Australia (Nuovo Galles del Sud), e risalgono al Devoniano superiore (circa 360 milioni di anni fa).

## Descrizione
Lungo circa 90 centimetri, questo animale possedeva un corpo lungo e robusto, un cranio dall'ampia apertura boccale e una coda piuttosto piccola e con una pinna romboidale. Le pinne pettorali e pelviche erano piuttosto piccole rispetto a quelle di altri animali simili, come gli osteolepidi. Il cranio era molto grosso e dotato di un'enorme bocca, mentre gli occhi erano posti molto anteriormente. Nelle ampie fauci erano presenti due file di denti: una più esterna di denti piccoli e appuntiti, e una più interna costituita da lunghe zanne. In generale, l'aspetto di questo pesce richiamava vagamente quello dell'attuale Scleropages dei fiumi australiani.

## Classificazione
La gooloogongia rappresenta uno dei più antichi pesci rizodonti, un gruppo di pesci dalle pinne lobate caratteristici di Devoniano e Carbonifero. A questo gruppo appartenevano anche veri e propri giganti lunghi anche 6 metri, ma la goologongia, lunga meno di un metro, rappresenta il rizodonte più noto. Questa specie è stata descritta nel 1998 da Per Ahlberg e Zerina Johnson.

## Stile di vita
Questo animale era uno dei massimi predatori del suo ambiente, costituito da laghi e fiumi tropicali. È probabile che la sua dieta includesse numerose prede, tra cui pesci, insetti a vari invertebrati. In ogni caso, le zanne simili ad aghi di Gooloogongia non erano abbastanza robuste per poter penetrare le corazze dei piccoli pesci placodermi che vivevano nello stesso ambiente.